# Bronx Zoo
Koordinaten: 40° 51′ 2,1″ N, 73° 52′ 31,4″ W
Der Bronx Zoo, mit vollem Namen International Wildlife Conservation Park, ist ein zoologischer Garten in der Bronx in New York City.  Er ist mit einer Fläche von 107 ha der größte Zoo von New York und der größte in einer Stadt befindliche Zoo in den USA. Nördlich des Zoos befindet sich der New York Botanical Garden. 
Bei der Eröffnung 1899 hatte der Zoo 843 Tiere. Heutzutage leben im Park, in natürlicher Umgebung, mehr als 4.300 Tiere, die 765 verschiedenen Arten angehören. Im Bronx Zoo findet man viele Tierarten, die in freier Wildbahn schon ausgestorben sind.
Die Aufteilung der Tiergehege wurde nach geographischen Gesichtspunkten getroffen. Startet man im Norden am Rainey Gate Entrance zu einem Rundgang im Uhrzeigersinn, so durchstreift man folgende Erdteile: Nordamerika, Asien, Afrika und Südamerika.
Im Zoo gibt es einen Kinderzoo mit Streichelzoo und Spielplatz.

## Geschichte
1903 erwarb der Zoo als erster Zoo der westlichen Welt einen Schneeleoparden. 1922 erhielt der Zoo das erste Schnabeltier, welches in einem Zoo außerhalb Australiens lebte. Am 3. August 1937 zog in den Zoo ein männliches Okapi namens "Congo" ein. Es war das erste Okapi in den USA. Es war von dem katholischen Missionar Joseph Hutsebaut in Buta mit der Flasche aufgezogen worden. Es starb am 5. September 1952. 1938 erhielt der Zoo den ersten Riesenpanda. Er hieß "Pandora" und starb schon 1941. Das Tier war nach Su-lin und Mei-mei im Zoo von Chicago der dritte Riesenpanda in den USA. Als Dank für die US-amerikanische Hilfe im Zweiten Japanisch-Chinesischen Krieg schenkte die chinesische Regierung dem Bronx Zoo 1941 die Pandas Pan-dee und Pan-dah. Im August 1981 kam im Zoo das erste durch Embryotransfer gezeugte Gaur-Kalb zur Welt.
Während der COVID-19-Pandemie war der Zoo wochenlang geschlossen und erlangte Aufmerksamkeit, weil ein Tiger des Zoos positiv auf das Coronavirus getestet wurde. Es war der erste Fall weltweit, bei dem das Virus bei einem Tiger nachgewiesen wurde.